# اسکه
اَسَکه (به ازبکی: Asaka) شهری در استان اندیجان کشور ازبکستان است که در سرشماری سال ۲۰۱۰ میلادی، ۶۱٫۲۴۵ نفر جمعیت داشته است. این شهر مرکز شهرستان اسکه است.